# Набережные Моркваши
На́бережные Морква́ши (тат. Яр буе Морквашы) — село в Верхнеуслонском районе Татарстана, центр муниципального образования Набережно-Морквашское сельское поселение.

## География
Село Набережные Моркваши находится на правом берегу Волги (Куйбышевское водохранилище), в 20 км западнее села Верхний Услон.
В окрестностях села располагается памятник природы регионального значения «Клыковский склон».

## Этимология
Моркваш в переводе с марийского языка означает против луга. То есть село расположенное на горной стороне Волги.

## История
Основано во второй половине XVII века. Известно винокуренным заводом, плотницким, портняжно-шапочным промыслами, добычей камня, извести и алебастра с XIX века.
В конце лета 1918 г. около села Моркваши шли ожесточенные бои между частями 5-й армии Восточного фронта РККА и частями Комуча (отряды Каппеля, Савинкова и чехословацко-сербские отряды), закончившиеся поражением «Народной армии» Комуча и отступлением их на рубеж у села Верхний Услон.

## Население
| Год  | Население | Примечание                              |
| ---- | --------- | --------------------------------------- |
| 1989 | 561       | 41 % чуваши, 36 % русские, 23 % татары. |
| 1997 | 521       |                                         |
| 2010 | 594       |                                         |
| 2016 | 635       |                                         |

## Инфраструктура
В селе работает средняя школа. Население занимается полеводством.
Летом функционирует дом отдыха «Набережные Моркваши».
Близость автотрассы способствует развитию дач.

### Транспорт
Через село с середины 1990-х годов проходит автодорога М7 «Волга», переходя в Займищенский мост.
Ходит автобус 336 до Казани и речные пассажирские суда до Казанского речного порта.